# Raionul Fastiv, Kiev
Fastiv (în ucraineană Фастівський район, transliterat: Fastivskîi raion) este un raion în regiunea Kiev, Ucraina. Are reședința la Fastiv.
Are o suprafață de 2.886,7 km². Populația este de 180.900 locuitori, determinată în 2020.